# Grünkörper

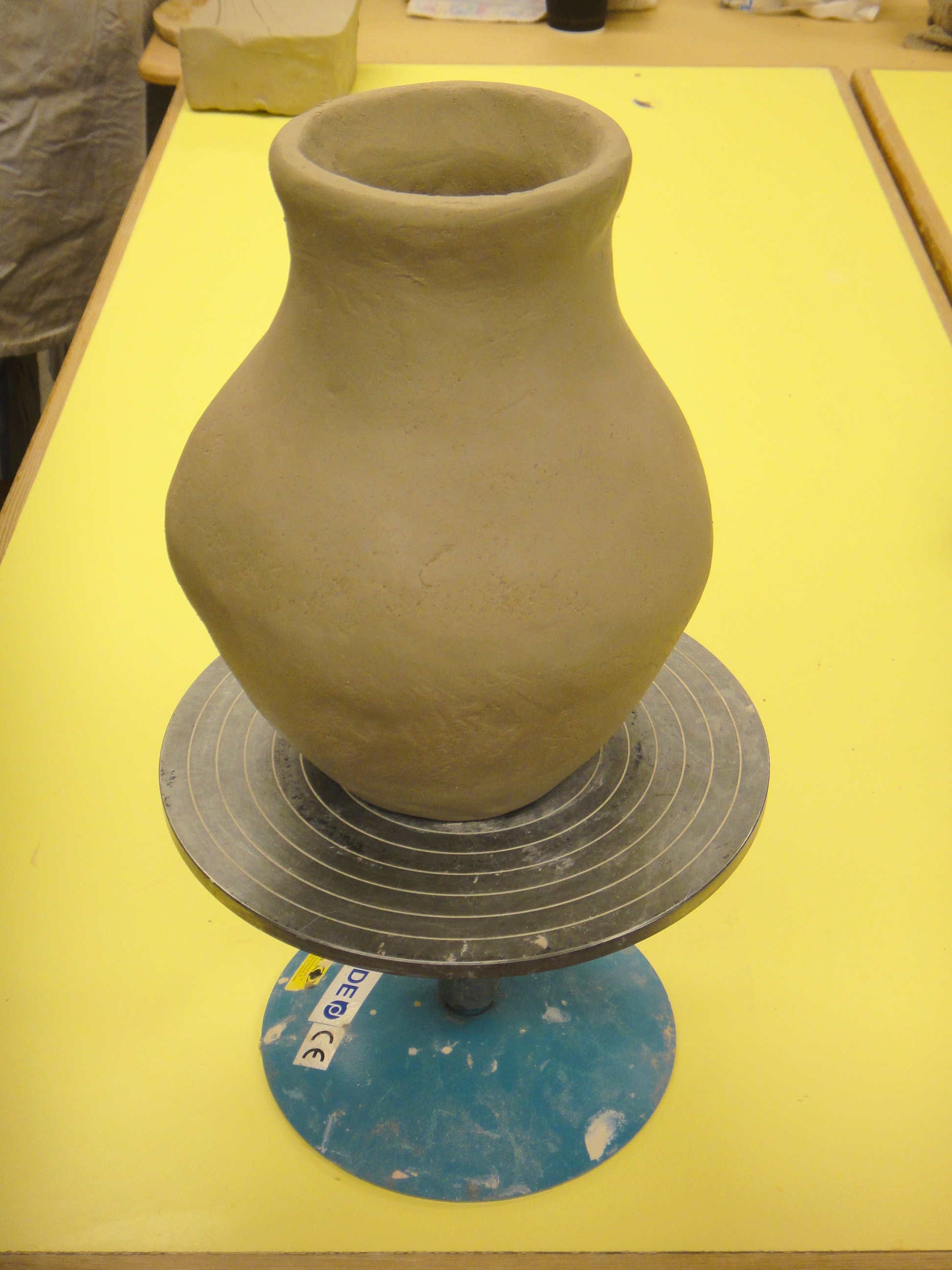
Grünling, noch feuchter Ton, aufgebaut in Wulsttechnik, hellgrau/hellcreme brennender Ton (Kachelmasse, Westerwälder Massen, 40 % Schamott)

Als Grünkörper oder Grünling bezeichnet man in der Keramik und bei der Herstellung von Sinterwerkstücken einen ungebrannten bzw. ungesinterten Rohling, der sich noch leicht bearbeiten lässt. Beispielsweise handelt es sich um Tonminerale, gepresstes Keramikpulver, über Schlickerguss mit Bindemitteln verklebtes Pulver oder um Kunststoffharze, die beim Brennen zu Kohlenstoff karbonisieren. Ein Grünkörper ist so bemessen, dass das Endprodukt durch das Schwinden beim Trocknen und Brennen nahezu die geplante Größe erhält.
Ton für traditionelle Töpfertechniken beispielsweise schwindet um rund 5,5 % von der Rohmasse bis zum fertigen Produkt. Die zur Porzellanherstellung verwendeten Massen, können bis um 11 % schwinden.
In Ziegeleien werden ungebrannte Lehmsteine als Grünlinge bezeichnet, die entweder zu Ziegeln gebrannt oder ungebrannt im Lehmbau verwendet werden können.